# Вотинцев, Всеволод Дмитриевич
Все́волод Дми́триевич Во́тинцев (1892—1919) — председатель Ташкентского совета, председатель ЦИК Советов Туркестанской Советской республики.
В январе 1919 года погиб в числе 14 Туркестанских комиссаров.

## Биография
Дед Всеволода Дмитриевича Вотинцева был атаманом Семиреченского казачьего войска и служил в крепости Верный (ныне город Алма-Ата), его отец — Дмитрий Вотинцев также был атаманом Семиреченского казачьего войска, умер в 1897 году. Всеволод Дмитриевич был определен на учебу за счёт государства в Ташкентский кадетский корпус.
В 1911 году с отличием окончил Ташкентский кадетский корпус, затем Петербургский политехнический институт имени Петра Великого.
Большевик с 1911 года, входил в состав Революционного Комитета в Петрограде. Решением ЦК РКП(б) в ноябре 1917 года был направлен в Ташкент для оказания помощи в создании и становлении Советской Туркестанской республики. Вотинцев был избран председателем Ташкентского военного трибунала, являлся организатором профсоюзов, руководимых большевиками, редактор печатного органа Ташкентского Совета рабочих и солдатских депутатов «Наша газета».
В ноябре 1918 года был избран председателем ЦИК Советов Туркестанской Советской Социалистической республики. 19 января 1919 года в самом начале антисоветского «Осиповского восстания» в Ташкенте он был расстрелян восставшими в числе других четырнадцати видных советских и партийных работников, которые в исторических документах в течение многих лет именовались термином «Четырнадцать туркестанских комиссаров».
После подавления восстания В. Д. Вотинцев так же, как и другие погибшие комиссары, был похоронен в Александровском сквере недалеко от места расстрела — штаба восставших — казарм 2-го стрелкового полка.
В 1962 году на месте этого захоронения был поставлен обелиск и зажжен «Вечный огонь», а на привокзальной площади Ташкента был установлен гранитный памятник всем 14 туркестанским комиссарам и вечный огонь перед ним. Этот памятник получил название «Памятник четырнадцати туркестанским комиссарам».
В 1996 году памятник Туркестанским комиссарам на привокзальной площади Ташкента был демонтирован городскими властями, а на его месте через некоторое время был поставлен другой памятник, не имеющий никакого отношения к Туркестанским комиссарам.
В 2000 году обелиск на месте захоронения комиссаров в сквере Кафанова был демонтирован, а прах комиссаров, в том числе и В. Д. Вотинцева, был перезахоронен на «коммунистическом кладбище» Ташкента.

## Семья
После его гибели его жена Вотинцева (Щеглова) Анастасия Александровна, из-за угроз и попыток покушения, была вынуждена выехать из Ташкента в Петроград. Сыновья Владимир и Юрий были офицерами Советской армии. Генерал-полковник, Герой Соцтруда Юрий Вотинцев (1919 — 2005) был командующим Войсками противоракетной и противокосмической обороны СССР  Архивная копия от 25 ноября 2015 на Wayback Machine.